# Cypherotylus
Cypherotylus é um género de coleópteros da família Erotylidae.